# Oberuckersee (település)
Oberuckersee település Németországban, azon belül Brandenburgban. Lakosainak száma 1600 fő (2023. december 31.).

## Népesség
A település népességének változása:
| Lakosok száma | 1706 | 1673 | 1655 | 1630 | 1628 | 1600 |
|               | 2014 | 2017 | 2019 | 2021 | 2022 | 2023 |